# Нема назад — Иза је Србија
Нема назад — Иза је Србија (скраћено НН—ИЈС) јесте парламентарни десничарски, милитаристички политички покрет у Србији, основан јануара 2022. године. Први председник покрета је био генерал-мајор Војске Србије и Црне Горе у пензији Божидар Делић.
Покрет је познат јавности по учешћу у коалицији НАДА на општим изборима 2022. када је председник покрета Божидар Делић био носилац изборне листе на парламентарним изборима 2022. године.

## Председници
| Председник    | Председник | Рођење—смрт | Почетак мандата  | Завршетак мандата |
| ------------- | ---------- | ----------- | ---------------- | ----------------- |
| Божидар Делић |            | 1956—2022.  | 27. јануар 2022. | 23. август 2022.  |

## Резултати на изборима

### Парламентарни избори
| Избори | Носилац       | # гласова | % од важећих | # посланика | Промена # посланика | Коалиције | Статус        |
| ------ | ------------- | --------- | ------------ | ----------- | ------------------- | --------- | ------------- |
| 2022.  | Божидар Делић | 196.167   | 5,57%        | 1 / 250     | +1                  | са НАДА   | парламентарни |